# Lactocollybia
Lactocollybia es un género de hongos en la familia Marasmiaceae. Este género posee una distribución amplia y contiene 17 especies, muchas de las cuales habitan en zonas tropicales.

## Especies
- Lactocollybia aequatorialis
- Lactocollybia albida
- Lactocollybia aurantiaca
- Lactocollybia carneipes
- Lactocollybia cycadicola
- Lactocollybia epia
- Lactocollybia globosa — Sudáfrica[2]
- Lactocollybia gracillima
- Lactocollybia graminicola
- Lactocollybia holophaea
- Lactocollybia ianthina
- Lactocollybia lacrimosa
- Lactocollybia marasmiiformis
- Lactocollybia microspora
- Lactocollybia modesta
- Lactocollybia piliicystis — Sudáfrica[2]
- Lactocollybia variicystis — Sudáfrica[2]
- Lactocollybia subvariicystis — Sur de China[3]